# نخر شبه فبريني (أنسجة)

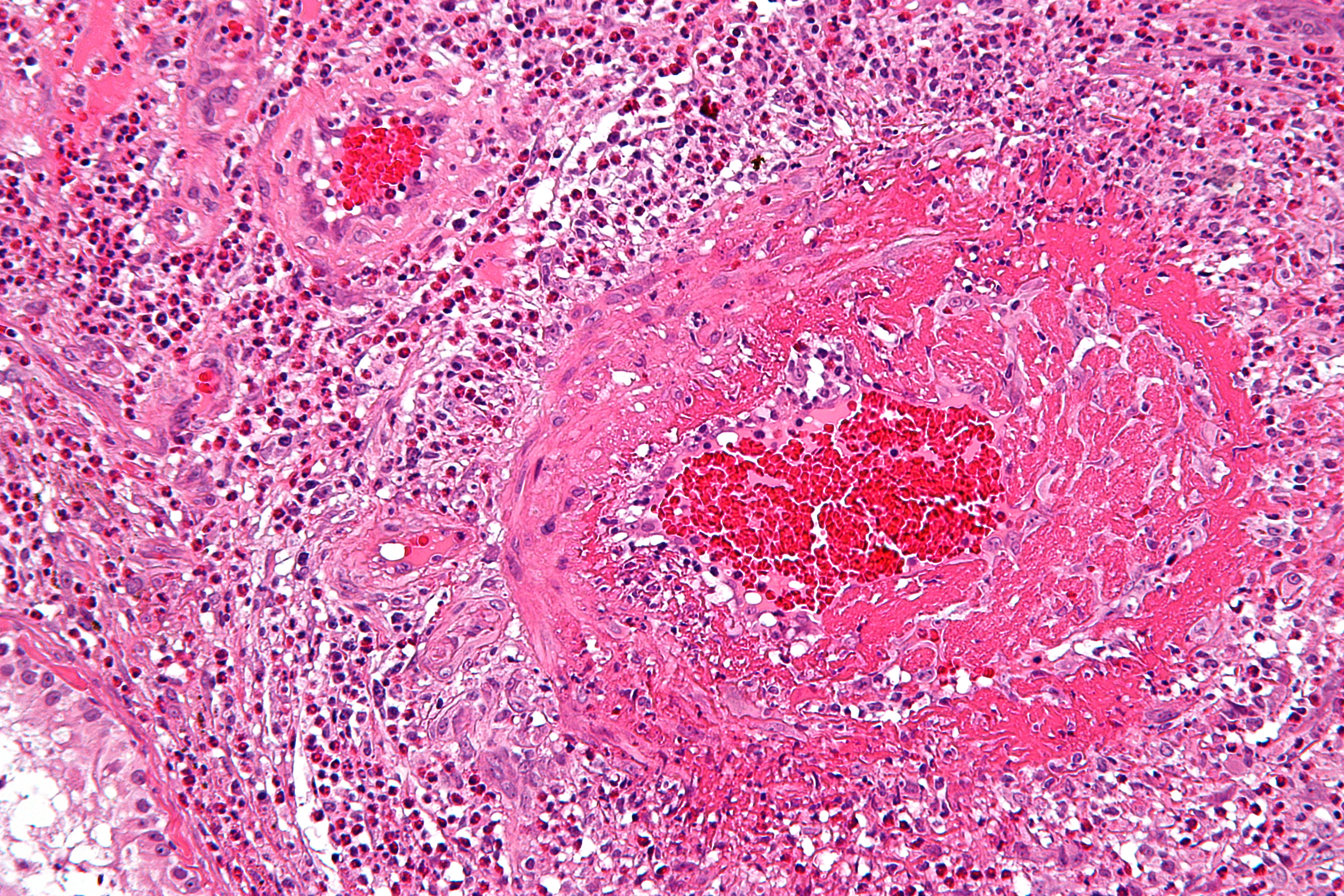
صورة مجهرية تظهر نخرًا ليفيًا (ورديًا شديدًا) (وعاء دموي كبير - يمين الصورة) في حالة التهاب الأوعية (الورم الحبيبي اليوزيني مع التهاب الأوعية). H&E وصمة عار.

النخر شبه الليفي (بالإنجليزية:Fibrinoid necrosis) هو نمط محدد من موت الخلايا غير المنضبط وغير المنضبط والذي يحدث عندما تترسب معقدات المستضد والأجسام المضادة في جدران الأوعية الدموية جنبًا إلى جنب مع الفيبرين. إنه شائع في الأوعية الدموية التي تتوسطها المناعة والتي تنتج عن فرط الحساسية من النوع الثالث. عندما تكون ملطخة بالهيماتوكسيلين ويوزين، فإنها تبدو زاهية اليوزيني ملطخة. 

## الأمراض
لا يقتصر النخر شبه الليفي على الأوعية الدموية بوساطة المناعة ؛ يمكن أن تؤدي العديد من العمليات المرضية إلى مناطق من النخر الليفي. في الذئبة الحمامية الجهازية ، غالبًا ما تتأثر الأدمة بتراكم السوائل والالتهاب حول الأوعية الصغيرة في الجلد ، والتي قد تظهر نخرًا ليفيًا بارزًا. يظهر أيضًا في مرض المصل (تفاعل فرط الحساسية من النوع الثالث) 